# Mellisuga
Mellisuga is een geslacht van vogels uit de familie kolibries (Trochilidae) en de geslachtengroep Mellisugini  (bijkolibries).

## Soorten
Het geslacht kent de volgende soorten:
- Mellisuga helenae  – Bijkolibrie
- Mellisuga minima  – Dwergkolibrie